# Kimbolton (Ohio)
Kimbolton – jednostka osadnicza w Stanach Zjednoczonych, w stanie Ohio, w hrabstwie Guernsey.